# Family Circle Cup 1986
Il Family Circle Cup 1986 è stato un torneo di tennis giocato sulla terra verde.
È stata la 16ª edizione del Family Circle Cup, che fa parte del Virginia Slims World Championship Series 1986.
Si è giocato al Sea Pines Plantation di Hilton Head Island negli Stati Uniti dal 7 al 13 aprile 1986.

## Campionesse

### Singolare
Steffi Graf ha battuto in finale  Chris Evert con il punteggio di 6–4, 7–5

### Doppio
Chris Evert /  Anne White hanno battuto in finale  Steffi Graf /  Catherine Tanvier con il punteggio di 6–3, 6–3